# Ибараки (аэропорт)
Аэропорт Ибараки  (яп. 百里飛行場/百里基地 Хякури Хико:дзё:) — аэропорт, расположенный в городе Омитама, префектура Ибараки.

## История
Аэропорт был построен Императорским флотом Японии в 1937 год на земле, большей частью конфискованной у фермеров согласно приказу императора Хирохито. После окончания Второй мировой войны, местные жители вернули себе землю и продолжили заниматься на ней сельским хозяйством. База вновь была открыта в 1956 году Воздушными силами самообороны Японии, которые ещё раз взяли под свой контроль землю. Многие фермеры, которые живут вокруг базы, отказались продавать свои земли правительству.
Интерес к аэропорту был выражен малайзийским поставщиком услуг AirAsia X, а также корейской авиакомпанией Asiana Airlines.
С марта 2011 года рейсы в Шанхай работали на 80 % способности и рейсы в Кобе на 50 % способности. 11 марта 2011 года, крыша одного из зданий была повреждена из-за землетрясения, но была с тех пор восстановлена.
В общей сложности 860 000 человек посетили здание аэропорта в течение первого года и 203 070 человек, совершали перелёты.